# Josep Maria Gonzalvo Solà
Josep Maria Gonzalvo Solà (nascut el 3 de febrer de 1959) és un entrenador de futbol català.

## Carrera futbolística
Nascut a Barcelona, Gonzalvo va començar la seva carrera com a entrenador a l'Almenar CF, i després al CD Malgrat. Després de dirigir posteriorment el CF Balaguer, el CF Calafell, la UA Horta i el FC Santboià, es va incorporar al FC Barcelona l'any 1996, sent inicialment nomenat entrenador de l'equip C de Tercera Divisió.
Gonzalvo va aconseguir l'ascens amb el C, però el descens del filial va impedir l'ascens a Segona Divisió B. L'any 1997 va ser nomenat entrenador d'aquest darrer equip, també de tercera divisió.
Gonzalvo va aconseguir l'ascens a segona divisió en la seva primera temporada, però va patir el descens immediat. El 29 d'octubre de 2002 va ser nomenat entrenador del CF Reus Deportiu de tercera divisió, patint el descens per equip però aconseguint l'ascens immediat.
El 22 de juny de 2004, Gonzalvo va ser nomenat responsable de la UE Figueres de tercera divisió. El 19 d'octubre de l'any següent va ser nomenat al capdavant del CE Mataró de quarta divisió.